# Arachnis pompeia
Arachnis pompeia är en fjärilsart som beskrevs av Druce 1894. Arachnis pompeia ingår i släktet Arachnis och familjen björnspinnare. Inga underarter finns listade i Catalogue of Life.